# Xanthopastis timais

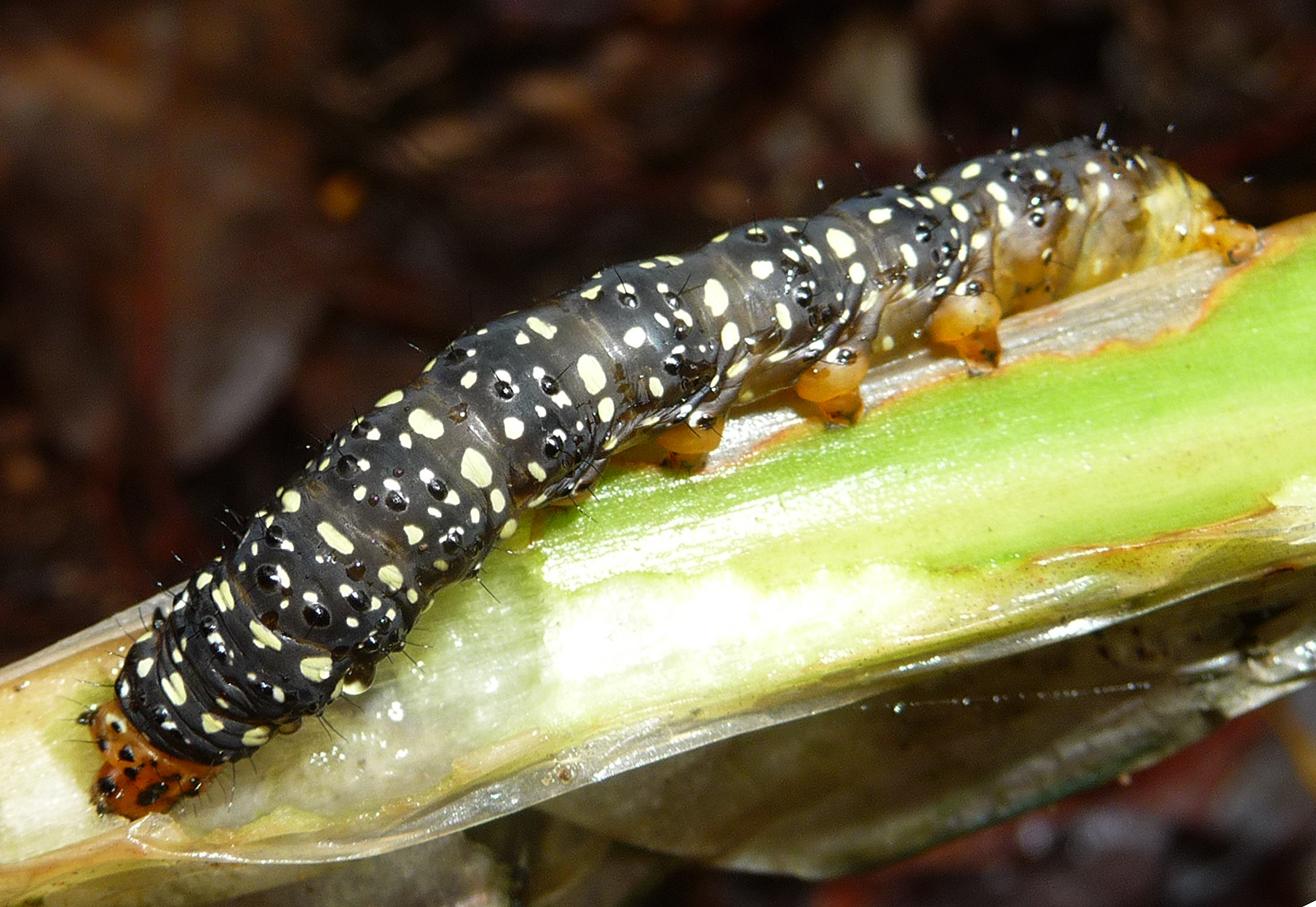
Raupe

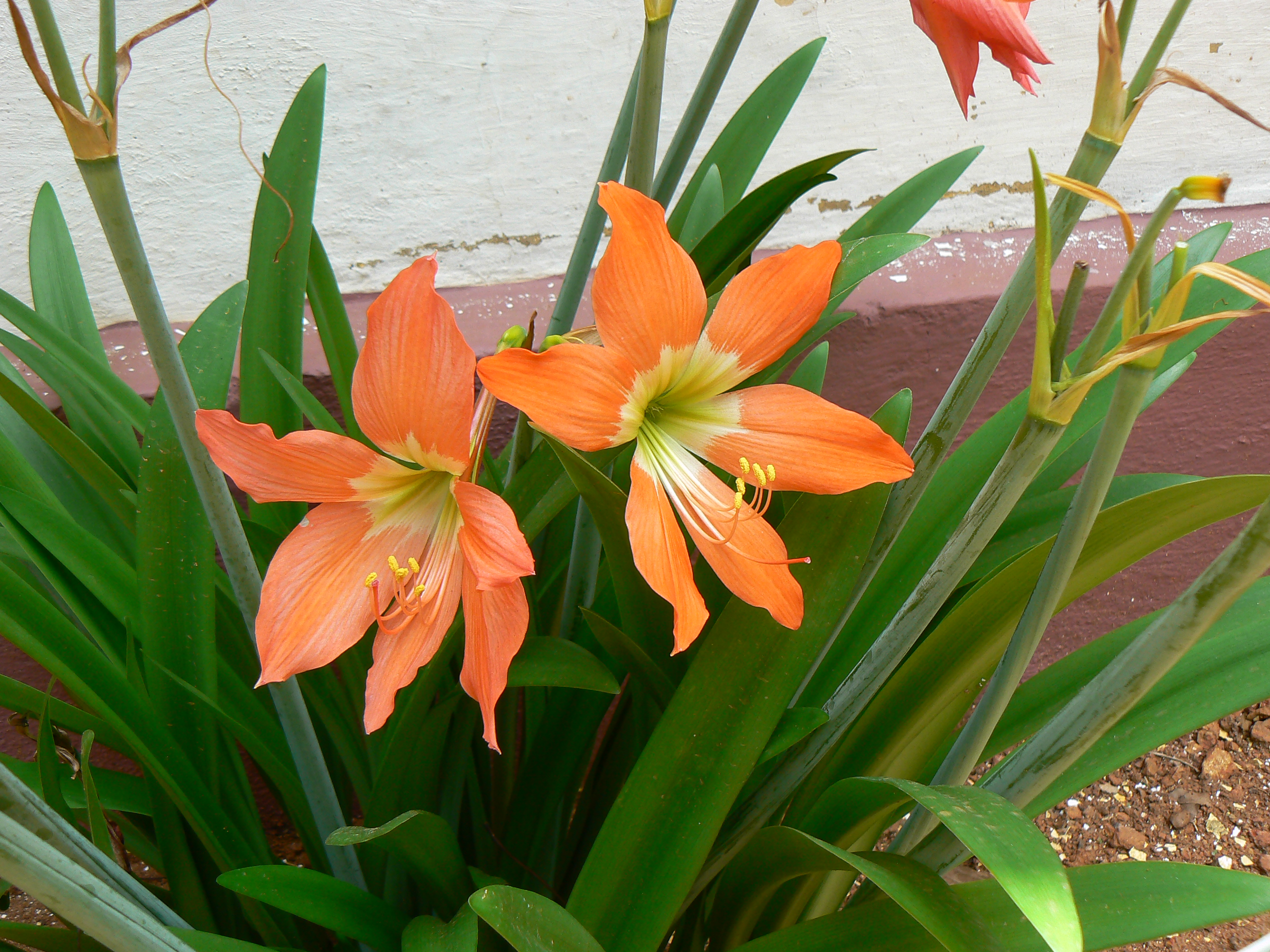
Hippeastrum puniceum, eine Nahrungspflanze der Raupen

Xanthopastis timais ist ein Schmetterling (Nachtfalter) aus der Familie der Eulenfalter (Noctuidae).

## Merkmale

### Falter
Die Falter erreichen eine Flügelspannweite von 39 bis 45 Millimetern. Die Vorderflügeloberseite hat eine rosa Grundfarbe und ist mit schwarzen Flecken gemustert. Bei längerer Lebensdauer verblasst die rosa Farbe in Richtung einer weißlichen Färbung. Am Saum verläuft eine aus gelben Pfeilflecken gebildete Reihe.  Vorder- und Außenrand sind schwarz. Ring- und Nierenmakel sind schwarz gefüllt und gelb umrandet. Obwohl die Art in Spanien nicht vorkommt, wird sie im englischen Sprachgebrauch als Spanish Moth (Spanischer Nachtfalter) bezeichnet, da die farbenprächtige Zeichnung der Falter den verspielten Verzierungen ähnelt, wie sie in der spanischen Mode zuweilen typisch sind. Die Hinterflügeloberseite ist zeichnungslos schwarzgrau gefärbt. Der Thorax ist kräftig schwarz behaart.

### Raupe
Ausgewachsene Raupen sind schwarz und zeigen auf jedem Körpersegment weiße Punkte, die zuweilen zu Streifen verlaufen. Die Bauchbeine sind gelb. Wegen der schwarz/weiß-Zeichnung und der früher in vielen Gefängnissen von Sträflingen getragenen gestreiften Kleidung, wird für die Art im englischen Sprachgebrauch zuweilen der alternative Trivialname Convict Caterpillar (Sträflings-Raupe) verwendet.

### Ähnliche Arten und Taxonomie
Bezüglich der Taxonomie der Gattung Xanthopastis gab es in der Vergangenheit unterschiedliche Auffassungen. Poole benannte 1989 Xanthopastis timais als „senior synonym“ zu Xanthopastis regnatrix. Lafontaine und Schmidt führten 2011 u. a. aus: „Die als Xanthopastis timais bekannte Art wird heute als Artenkomplex anerkannt, der aus mindestens sechs Arten besteht. Dies beruht auf genitalen Unterschieden. Der Name für die Art im Osten der Vereinigten Staaten ist Xanthopastis regnatrix“. Das Vorkommensgebiet der ebenfalls ähnlichen Art Xanthopastis moctezuma wird Mexiko und Teilen von Texas zugerechnet. Weitere Untersuchungen zu den genauen Vorkommensgrenzen der angesprochenen Arten sind erforderlich.

## Verbreitung und Vorkommen
Xanthopastis timais  kommt in Mittel- und Südamerika vor. Die Art besiedelt unterschiedliche Lebensräume, sofern die Raupennahrungspflanzen dort vorkommen. Sie ist auch in Gärten und Parkanlagen zu finden. 

## Lebensweise
Die Falter sind das ganze Jahr hindurch anzutreffen, schwerpunktmäßig im April. Nachts besuchen sie künstliche Lichtquellen. Die Raupen ernähren sich von den Blättern von Liliengewächsen (Liliaceae) und Amaryllisgewächsen (Amaryllidaceae), u. a. von der Belladonnalilie (Amaryllis belladonna), Hymenocallis caribaea oder Hippeastrum puniceum. Sie leben überwiegend gesellig. Zuweilen treten die Raupen schädlich auf. In Brasilien wurden Versuche durchgeführt, um die Raupen mit chemischen Mitteln zu bekämpfen. Dabei wurde ein aus den Samen der Stachelannone (Annona muricata) gewonnener Ethanolextrakt verwendet. Bei den verwendeten Letalen Konzentrationen LC50 und LC99 wurde die Raupensterblichkeit deutlich erhöht.